# La ciudad (novela)
La ciudad es una novela del escritor uruguayo Mario Levrero, publicada en 1970.

## Reseña
El protagonista (del cual no sabemos casi nada, ni siquiera su nombre) se muda a una casa prestada, provisionalmente, en un lugar indeterminado, del que tampoco se nos informa. Como la encuentra en un estado general de abandono debido a que había estado muchos años vacía, sale a buscar provisiones a un almacén (que él recuerda haber visitado alguna vez, tiempo atrás, en compañía de un tercero), sin tener una noción clara de la dirección por donde queda. Sale a la calle y se pierde, cae la noche y queda a merced de la oscuridad y el silencio, envuelto en una súbita lluvia que lo empapa hasta los huesos. Para colmo, los barrios que transita no le dan ninguna orientación, ni para regresar a su casa, ni para alcanzar el almacén. 
Aquí comienza una aventura onírica, sin asideros temporales ni geográficos, donde el absurdo parece reemplazar al sentido común de los pocos personajes con los cuales se relaciona durante toda la obra: el camionero, un ser desagradable y antipático que cumple misteriosos trabajos para una empresa desconocida; Ana, la mujer que, viajando junto al camionero, el protagonista conoce y queda perturbado desde el primer momento, entre la admiración y el desprecio; Giménez, el simpático encargado de una estación de servicio descomunal ubicada en un pueblucho por el que jamás pasa un auto; entre otros, son las escasas referencias con las que cuenta el héroe (y el lector) para tratar de interpretar la lógica de un mundo kafkiano que responde al azar de sus propios caprichos.
Durante gran parte de la obra, el protagonista intentará escapar del pueblucho al que arriba, abandonado por el camionero al costado de una ruta junto a Ana, quien parece vivir en sus suburbios. Este lugar, en tanto pequeño, gris, desolado y paupérrimo del que Levrero da cuenta, no obstante, es referido por Giménez, el encargado de la moderna estación de servicio, con el magnánimo mote de La Ciudad.